# 直播贴
直播贴是网络上常见的网络用語，意为网友在网络上以文字的方式一集一集的讲述的正在发生、或发生过的事情，通常是自己的真实经历，也有些是重大新聞事件。在中国论坛中，“直播贴”一般能够获得比其他内容更多的跟贴。